# CSC de Cayenne
El CSC de Cayenne es un equipo de fútbol de Guayana Francesa que juega en la Liga de Fútbol de la Guayana Francesa, la liga de fútbol más importante del país.

## Historia
Fue fundado en el año 1947 en la capital Cayenne con el nombre AS Club Colonial hasta el año 2006 cuando cambió su nombre por el actual. Ha sido campeón de liga en 7 ocasiones y ha ganado más de 25 títulos de copa local.
A nivel internacional ha participado en un torneo continental, en la Copa de Campeones de la Concacaf 1993, donde fue eliminado en la primera ronda por el SV Robinhood de Surinam.

## Palmarés
- Liga de Fútbol de la Guayana Francesa: 7

1976/77, 1977/78, 1978/79, 1990/91, 1991/92, 1995/96, 2014/15
- Copa de Guayana Francesa: 8

1973/74, 1974/75, 1977/78, 1981/82, 1992/93, 1993/94, 1996/97, 2007/08
- Copa de Francia: 11

1963, 1977, 1978, 1979, 1987, 1991, 2000, 2006, 2007, 2008, 2009
- Copa UNAF: 2

2009, 2013
- Copa Municipalidad de Cayenne: 6

2008, 2010, 2011, 2013, 2014, 2015

## Participación en competiciones de la Concacaf
| Temporada | Torneo                           | Ronda | Club         | Casa | Visita | Global |
| --------- | -------------------------------- | ----- | ------------ | ---- | ------ | ------ |
| 1993      | Copa de Campeones de la Concacaf | 1     | SV Robinhood | 0-1  | 0-1    | 0-2    |